# Pere de Coma
Pere de Coma (?, Lleida - 1220) fou un mestre d'obres del segle xiii.
És considerat l'introductor del romànic a Lleida, sense saber-se'n la procedència. Alguns autors el consideren nascut a la Llombardia i d'altres a les comarques catalanes de la Ribagorça o del Solsonès.
Es té notícies de la seva presència a Lleida l'any 1180 per la compra d'una casa a la parròquia de Sant Joan.
L'any 1193 s'ofereix al bisbe de Lleida Gombau de Camporrells per treballar en l'obra de la Catedral de La Seu Vella de Lleida. És acceptat i se'l contracta el 1203; hi va treballar, com a mestre més gran, durant quasi vint anys, fins a la seva defunció en 1220.